# Jindřich Kumpošt
Jindřich Kumpošt (13. července 1891 Brno – 14. července 1968 Brno) byl český architekt a urbanista, v letech 1920–1925 hlavní architekt města Brna.

## Biografie
V letech 1911 a 1912 studoval na Akademii výtvarných umění v Praze. Od roku 1913 však již studoval ve Vídni na Akademii výtvarných umění, kde byl ovlivněn vídeňskou modernou Leopolda Bauera. Po návratu do Brna začal od roku 1920 pracovat jako vedoucí Regulačního a architektonického oddělení Stavebního úřadu města Brna a byl tak de facto hlavním městským architektem. Zpracovával důležité urbanistické i architektonické plány Brna, na jeho žádost přišli do městských úřadů mladí architekti jako Jan Víšek, Jaroslav Grunt, Josef Polášek nebo Bohuslav Fuchs. Úřad městského architekta opustil v roce 1925, kdy začal působit jako samostatný projektant. V letech 1945–1949 externě vyučoval regionální plánování na Vysoké škole technické, mezi lety 1945 a 1956 byl vedoucím odboru výstavby Zemského (později Krajského) národního výboru v Brně a předsedou Zemského studijního ústavu plánování v Brně.

## Dílo

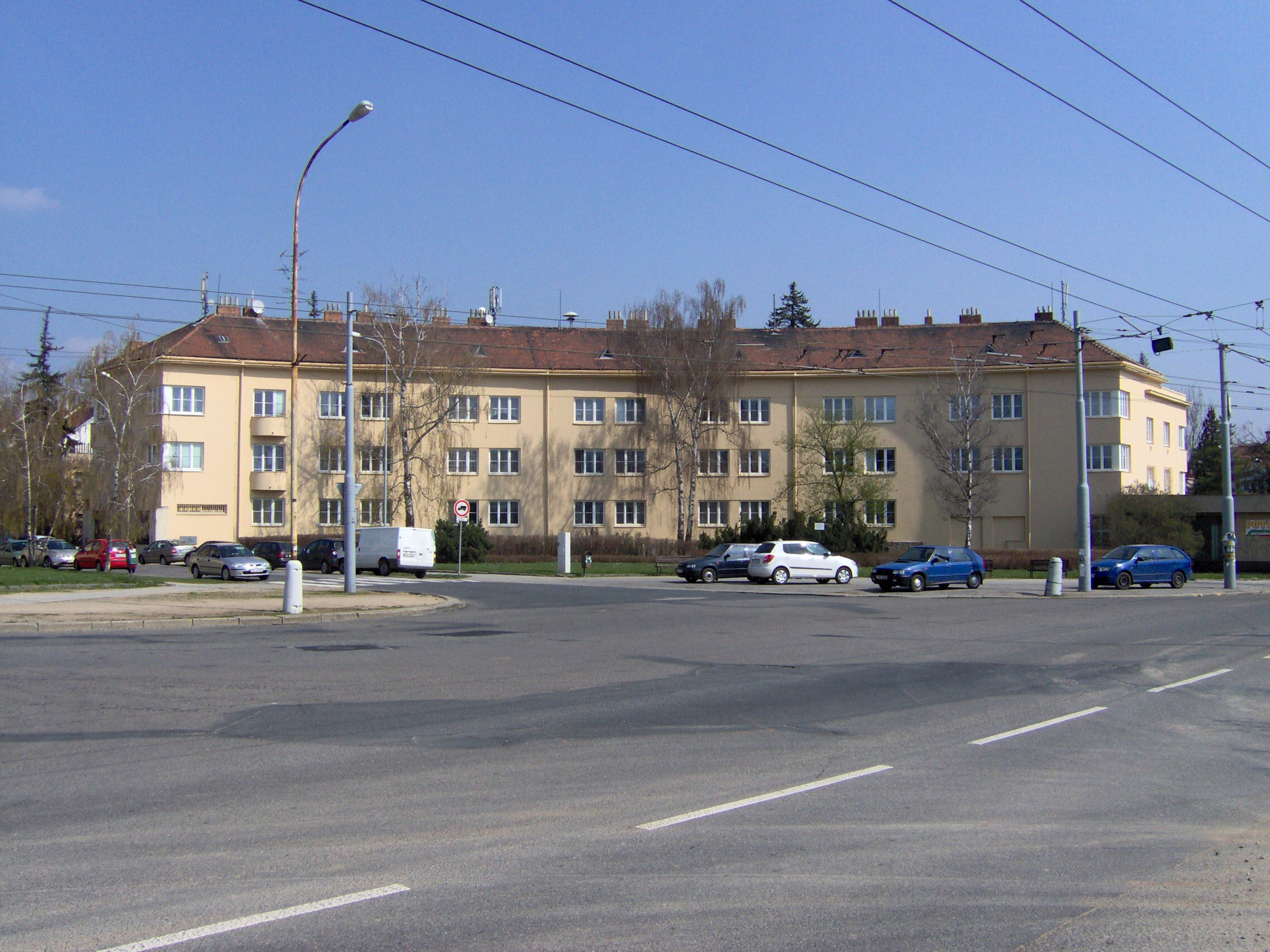
Nájemní dům na brněnském Vaňkově náměstí

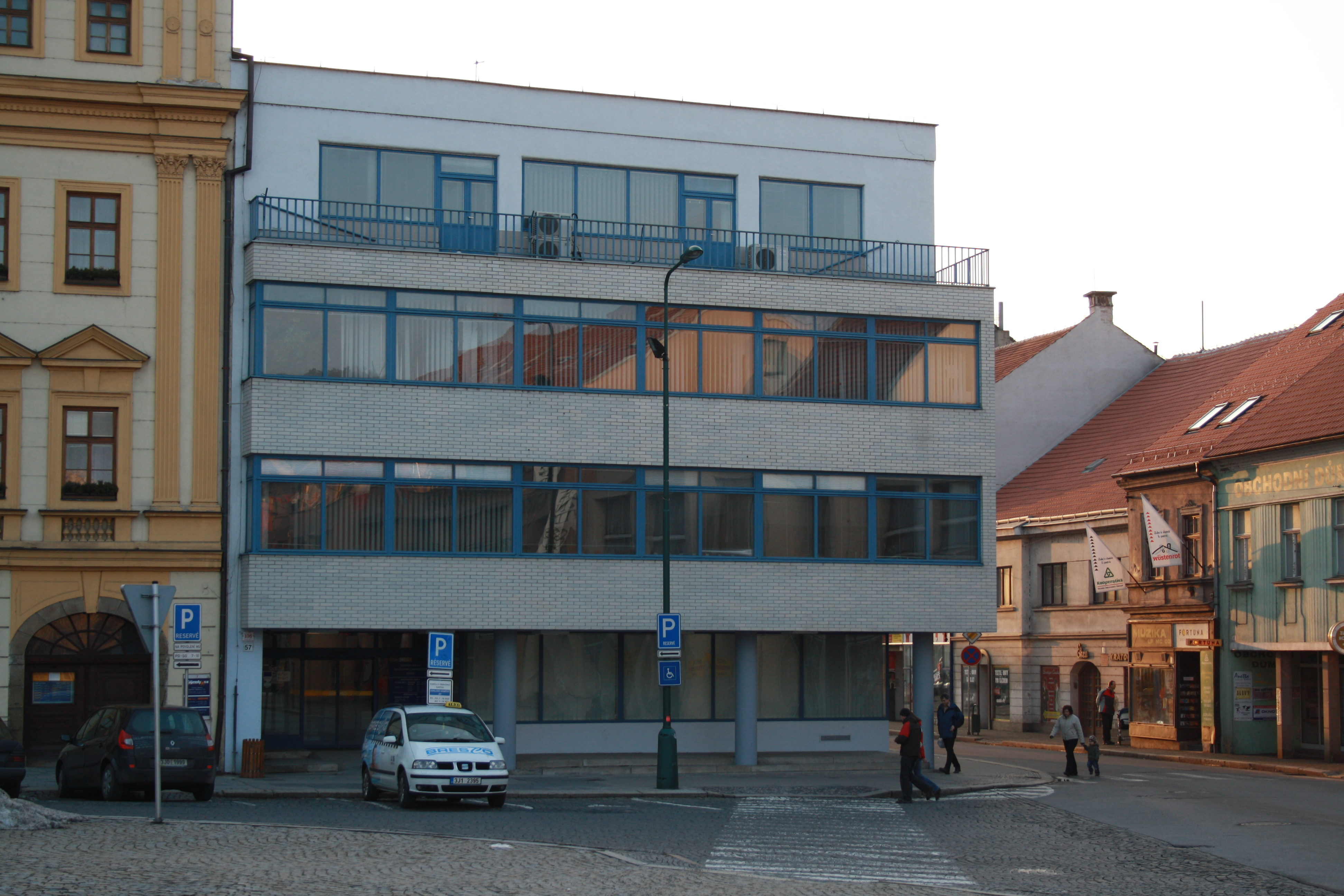
Fuchsova spořitelna v Třebíči

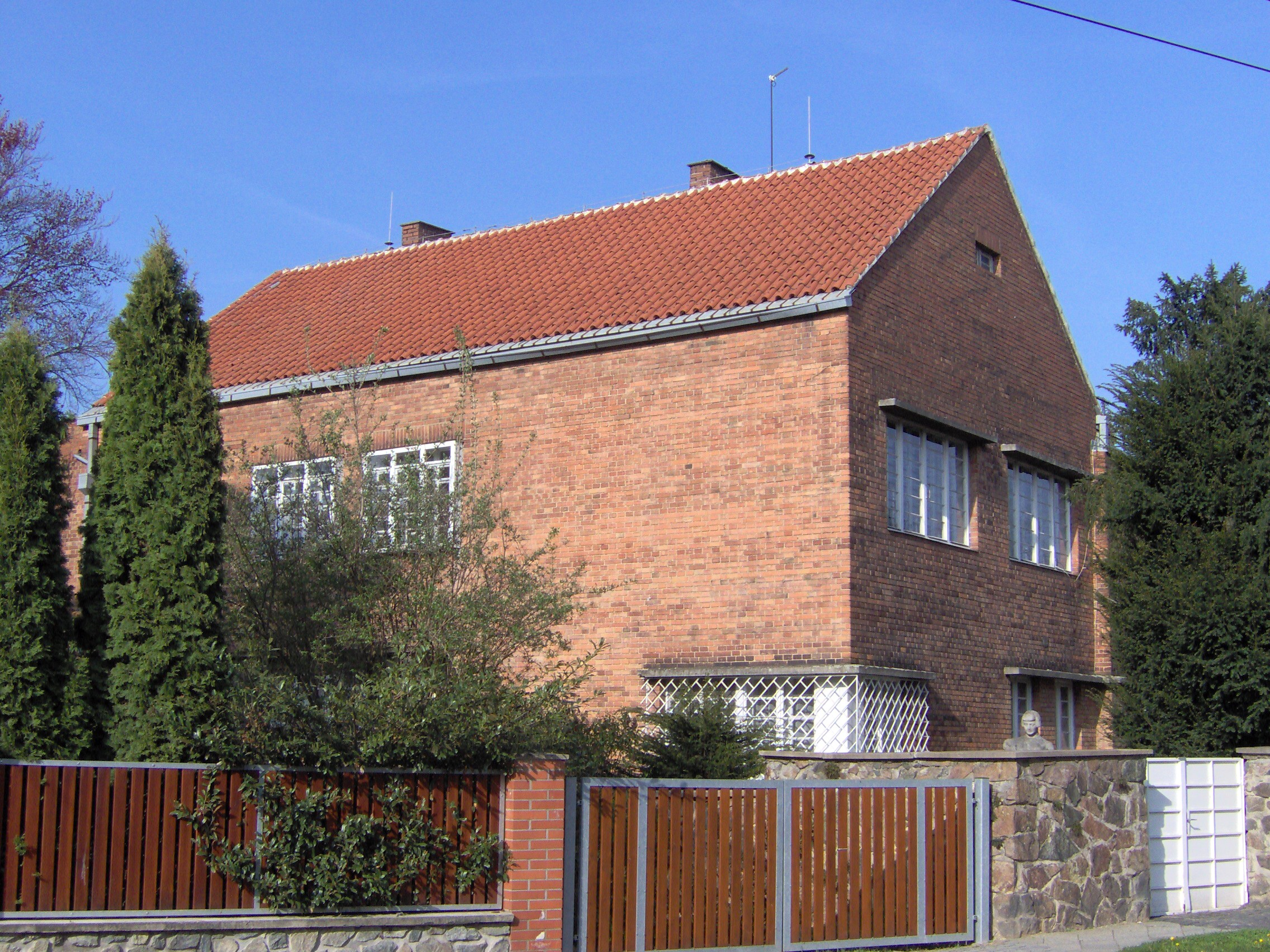
Vlastní vila v Brně

První Kumpoštovy práce obsahují vlivy vídeňské moderny. V první polovině 20. let 20. století projektoval budovy ovlivněné holandskou architekturou (včetně vlastní vily), později se postupně začal přiklánět k funkcionalismu, jehož se stal významným představitelem.
- nájemní domy v Nerudově ulici v Brně (1920–1921)
- nájemní dům v Celní ulici v Brně (1922–1923)
- vlastní vila v Barvičově ulici v Brně (1922–1924)
- Okresní nemocenská pokladna v Nerudově ulici v Brně (1922–1924)
- rodinné domy v Lerchově ulici v Brně (1923)
- nájemní domy se spořitelnou a kavárnou, ulice Husitská / Palackého v Brně-Králově Poli (1923–1925)
- Okresní nemocenská pokladna v Olomouci (1925–1927)[5]
- nájemní domy na Vaňkově náměstí v Brně (1926)
- kavárna Savoy na Jakubském náměstí v Brně (1929–1930)
- Fuchsova spořitelna v Třebíči (1931, společně s Bohuslavem Fuchsem)
- Kolonie Pod vodojemem v Brně (1935–1937)

a další